# Maritime (Band)
Maritime ist eine US-amerikanische Indie-Rock-Band aus Wisconsin.

## Bandgeschichte
Die Band wurde 2003 aus den ehemaligen Mitgliedern der Bands The Promise Ring und The Dismemberment Plan gegründet. Nach der Auflösung der beiden Bands fanden sich Sänger und Gitarrist Davey von Bohlen, Schlagzeuger Dan Didier und Bassist Eric Axelson zusammen und gründeten eine Band mit dem Namen In English.
Die Gruppe wurde bald darauf von dem Independentlabel ANTI-Records unter Vertrag genommen und spielte einen Longplayer ein, der von ANTI allerdings nicht veröffentlicht wurde. Daraufhin wurde der Bandname geändert und nannten sich nun Maritime.
Ihre erste EP Adios produzierte und veröffentlichte die Band auf ihrem eigenen Label Foreign Leisure, bei dem heute Musik von The Promise Ring und Maritime auf Vinyl in den USA erhältlich ist. Nach der Debüt-EP haben Maritime bei DeSoto Records einen neuen Plattenvertrag unterschreiben. Zeitgleich wurde das Hamburger Indielabel Grand Hotel van Cleef auf die Band aufmerksam und nahm Maritime prompt unter Vertrag.
Am 31. Mai 2004 veröffentlichte Maritime ihr erstes Album Glass Floor, mit der ausgekoppelten Videosingle Someone Has to Die. Im September folgte die erste Tour durch Deutschland.
Am 28. Oktober 2005 wurde das zweite Album We, The Vehicles veröffentlicht. Album Nummer drei folgte am 16. Oktober 2007 das dritte Album Heresy and the Hotel Choir, im Sommer 2007 spielten Maritime mit Kettcar, Kante und Kilians auf dem Fest van Cleef.
Am 6. Februar 2006 wurde bekannt, dass Bassist Eric Axelson die Band verlassen hatte. Seinen Platz nahm nun Justin Klug ein. Dan Hinz, der bei We, The Vehicles als Studiomusiker einen wesentlichen Beitrag geliefert hatte, wurde zu dieser Zeit vollwertiges Bandmitglied.
Nach einer vierjährigen Pause erschien am 5. April 2011 das vierte Album Human Hearts mit der ausgekoppelten Videosingle Paraphernalia.

## Stil
Die Musik der Band setzt die mit Wood/Water, der letzten Platte von The Promise Ring, eingeschlagene Richtung fort und verbindet Indie-Rock-Songs mit gefühlvollen Arrangements und von Bohlens charakteristischer Stimme, setzt aber mehr akustische Instrumente ein als in früheren Zeiten.

## Diskografie

### Studioalben
- 2004: Glass Floor
- 2005: We, the Vehicles
- 2007: Heresy and the Hotel Choir
- 2011: Human Hearts
- 2015: Magnetic Bodies/Maps of Bones

### EPs
- 2003: Adios